# 13-й егерский полк
13-й егерский полк —егерская воинская часть русской армии.

## Дислокация
На 1820 год — Купянск. Второй батальон в Вознесенске при поселенной Бугской уланской дивизии.

## Формирование полка
22 июня 1783 года из частей, отделённых от разных мушкетёрских полков и гарнизонных батальонов, были сформированы шестиротные 1-й, 2-й, 3-й и 4-й Харьковские и 1-й, 2-й, 3-й и 4-й Белорусские егерские батальоны. 14 января 1785 года из 4-го Харьковского и 2-го Белорусского батальонов с двумя вновь сформированными егерскими батальонами был образован четырёхбатальонный Бугский егерский корпус. 29 ноября 1796 года из 3-го и 4-го батальонов этого корпуса был сформирован 14-й егерский батальон, преобразованный 17 мая того же года в полк, с тем же войсковым №. 11 октября 1798 года полк этот был наименован по шефу егерским генерал-майора Багговута полком, а 27 июня 1800 года — егерским князя Вяземского полком. 31 марта 1801 года полк поименован 13-м егерским.
При реорганизации армии в 1833 году полк 20 января был присоединён к Витебскому пехотному полку и составил его 3-й, 4-й и 6-й батальоны. 21 апреля 3-й (резервный) батальон бывшего 13-го егерского полка, назначенный на образование резервного батальона Витебского полка, был отчислен в Шлиссельбургский егерский полк.
В 1863 году вторая половина Витебского полка пошла на формирование Козловского пехотного полка, в котором были сохранены старшинство и знаки отличия 13-го егерского полка.

## Кампании полка
В 1805 года полк был посажен на суда и отправлен в Средиземное море, где действовал против французов в составе отряда для защиты Ионической республики до конца 1807 года.
По возвращении в Россию в начале 1809 года полк поступил на усиление Молдавской армии, действовавшей против турок на Дунае. 19 апреля в составе колонны князя Вяземского полк штурмовал Браилов, затем участвовал в блокаде Мачина, где отличился 15 августа, выбив штыками турок, засевших в мечети близ крепости. В июне следующего года полк участвовал в блокаде Шумлы, а затем был передвинут к Рущуку и участвовал в его неудачном штурме. По отступлении от крепости полк был назначен в корпус Маркова, в составе которого принял участие в разгроме турецкого лагеря 2 октября.
Переведённый в 1812 года на театр Отечественной войны, полк участвовал в бою под Борисовом и своими решительными действиями не допустил обхода нашего тыла. Оба действующие батальона полка состояли в 15-й пехотной дивизии корпуса Маркова 3-й обсервационной армии, а затем были назначены в 1-й корпус Дунайской армии и участвовали в бою под Кобрином, делах при Березине и окончательном изгнании Наполеона из пределов России. В конце кампании 1812 в рядах полка оставалось 550 человек. Гренадерская рота 2-го батальона входила в состав сводно-гренадерской бригады корпуса Каменского 3-й Западной армии; запасной батальон поступил в корпус Остен-Сакена, а оттуда был направлен во 2-й резервный корпус Эртеля, с которым вошёл в состав Дунайской армии.
В кампаниях 1813—1814 годов полк в составе Северной армии (отряд графа Воронцова) участвовал в битве под Лейпцигом; в сражении при Краоне он более 10 раз ходил в атаку, отражая французскую гвардию; под Лаоном полк трижды отразил атаки авангарда, а затем, преследуя французов, выдержал двухдневный бой при Арсисе. Наконец, при взятии Парижа полк ворвался в местечко Лавилет, выбил оттуда французов и преследовал их до ворот Сен-Мартен.
13 января 1816 года за боевые отличия, оказанные при Краоне, Лаоне и Арсисе, полк был награждён знаками на головные уборы с надписью «За отличие».
С началом русско-турецкой войны 1828—1829 годов полк был посажен на суда, перевезён на Кавказ и там участвовал в осаде Анапы, во время которой наиболее отличился в отбитии 18 мая вылазки турок. По сдаче крепости полк в начале июля был отправлен на судах для участия в осаде Варны. 14 августа егеря атаковали турецкие ложементы у Каваринской дороги и заняли их. 1 сентября турки атаковали нашу сапу у Варны, которая переходила из рук в руки до тех пор, пока полк блестящей контратакой не выбил из неё неприятеля. 25 сентября часть полк приняла участие в штурме 1-го бастиона, который и был занят, но в виду численного превосходства неприятеля отряд должен был его покинуть. По взятии крепости в неё первыми вступили пять особо отличившихся полков, в том числе и 13-й егерский. За выдающиеся подвиги, оказанные в эту кампанию, полку были пожалованы Георгиевские знамёна, с надписью «За отличие при осаде и взятии Анапы и Варны в 1828 г.». В следующем году полк отличился при взятии крепости Месемврии.
По окончании турецкой войны 13-й егерский полк был назначен в корпус графа Палена 2-го для усмирения Польского восстания 1830—1831 годов и 29 февраля участвовал в бою при Игане, близ Седлеца, в атаке укреплений близ Минска и в делах у Бржозе, Крынки, Ополя и Косина.

## Знаки отличия полка
13-й егерский полк имел следующие знаки отличия:
- полковое Георгиевское знамя с надписью «За отличие при осаде и взятии Анапы и Варны в 1828 году», пожалованное в 1830 г. за Турецкую кампанию 1828—1829 гг.;
- знаки на головные уборы для нижних чинов с надписью «За отличие», пожалованные 13 января 1816 г. за кампании 1812 и 1813—1814 гг. и особенно за сражения при Краоне и Лаоне (эти же знаки отличия были сохранены в Витебском полку и после 1863 г.); поход за военное отличие, пожалованный 6 апреля 1830 г. за Турецкую войну 1828—1828 гг.

## Шефы полка
Шефы или почётные командиры полка:
- 17.01.1799 — 27.07.1800 — полковник (с 29.01.1799 генерал-майор) Багговут, Карл Фёдорович[4]
- 27.07.1800 — 05.12.1812[5] — полковник (с 23.11.1803 генерал-майор) князь Вяземский, Василий Васильевич
- 04.09.1813 — 20.09.1813 — полковник Букинский, Павел Степанович
- 20.09.1813 — 22.06.1815 — полковник Маевский, Сергей Иванович

## Командиры полка
- 17.05.1797 — 17.01.1799 — подполковник (с 03.02.1798 полковник) Багговут, Карл Фёдорович[4]
- 23.05.1799 — 03.01.1800 — полковник Алфимов, Пётр Васильевич
- 31.03.1800 — 07.11.1800 — полковник Щербаков, Сергей Борисович
- 14.01.1801 — 25.01.1802 — подполковник Карпека, Антон Дмитриевич
- 16.06.1802 — 10.06.1802 — майор Забелин, Кирилл Васильевич
- 10.06.1803 — 19.08.1804 — полковник Змиевский, Пётр Петрович
- 10.04.1805 — 24.12.1808 — майор (с 23.04.1806 подполковник, с 12.12.1807 полковник) Забелин, Кирилл Васильевич
- 24.12.1808 — 21.03.1809 — полковник Велизарьев, Иван Степанович
- хх.хх.хххх — хх.07.1812 — майор Избаш, Никита Нестерович
- 02.07.1812 — 02.04.1814 — полковник Велизарьев, Иван Степанович
- 22.06.1815 — 12.12.1819 — полковник Маевский, Сергей Иванович
- 15.12.1819 — 30.08.1823 — полковник Куржевский, Владимир Григорьевич
- 17.10.1823 — 14.09.1828 — подполковник Акинин 1-й
- 29.09.1828 — 06.05.1831 — полковник Бессонов
- 06.05.1831 — 02.04.1833 — полковник Шрейбер, Иван Петрович